# Restmoor Dreesberg
Das Restmoor Dreesberg ist ein Naturschutzgebiet in der niedersächsischen Gemeinde Bösel im Landkreis Cloppenburg.
Das Naturschutzgebiet mit dem Kennzeichen NSG WE 227 ist 53,1 Hektar groß. Das Gebiet steht seit dem 12. Oktober 1996 unter Naturschutz. Zuständige untere Naturschutzbehörde ist der Landkreis Cloppenburg.
Das Gebiet stellt einen überwiegend nicht kultivierten Rest des Hochmoorgebietes „Vehnemoor“ unter Schutz. Es entwässert über Gräben zur Vehne.